# 格吕里
格吕里（法語：Grury，法語發音：[ɡʁyʁi]）是法国索恩-卢瓦尔省的一个市镇，属于沙罗勒区。

## 地理
格吕里（46°40'32"N, 3°54'40"E）面积46.02 平方千米，位于法国勃艮第-弗朗什-孔泰大區索恩-卢瓦尔省，该省份为法国中部省份，北起顺时针与科多尔省、汝拉省、安省、罗讷省、卢瓦尔省、阿列省和涅夫勒省接壤。
与格吕里接壤的市镇（或旧市镇、城区）包括：马尔利苏西西、沙尔穆、拉沙佩勒欧芒、索姆河畔克雷西、伊西莱韦克、马尔塔、蒙村、讷维格朗尚。

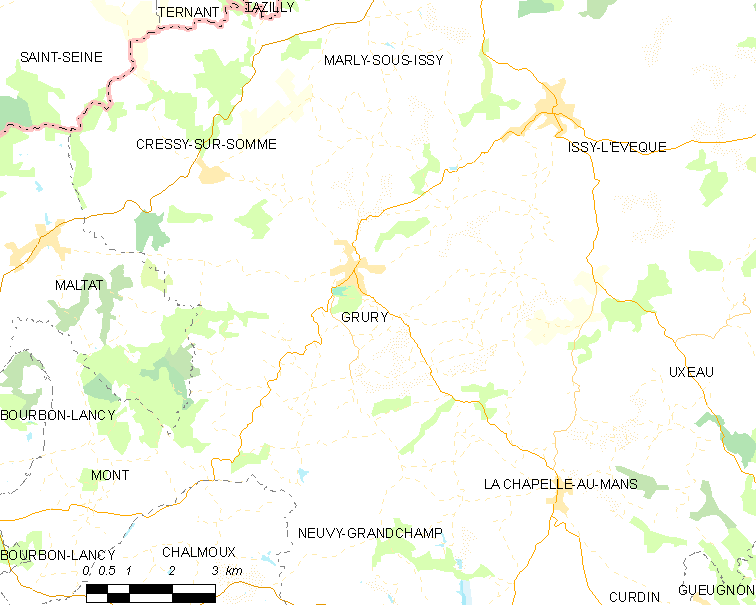
格吕里的OSM定位图

格吕里的时区为UTC+01:00、UTC+02:00（夏令时）。

## 行政
格吕里的邮政编码为71760，INSEE市镇编码为71227。

## 政治
格吕里所属的省级选区为格尼翁县。

## 人口

1962-2008年间格吕里人口变化图示

格吕里于2022年1月1日时的人口数量为494人。